# Công viên khảo cổ San Agustín

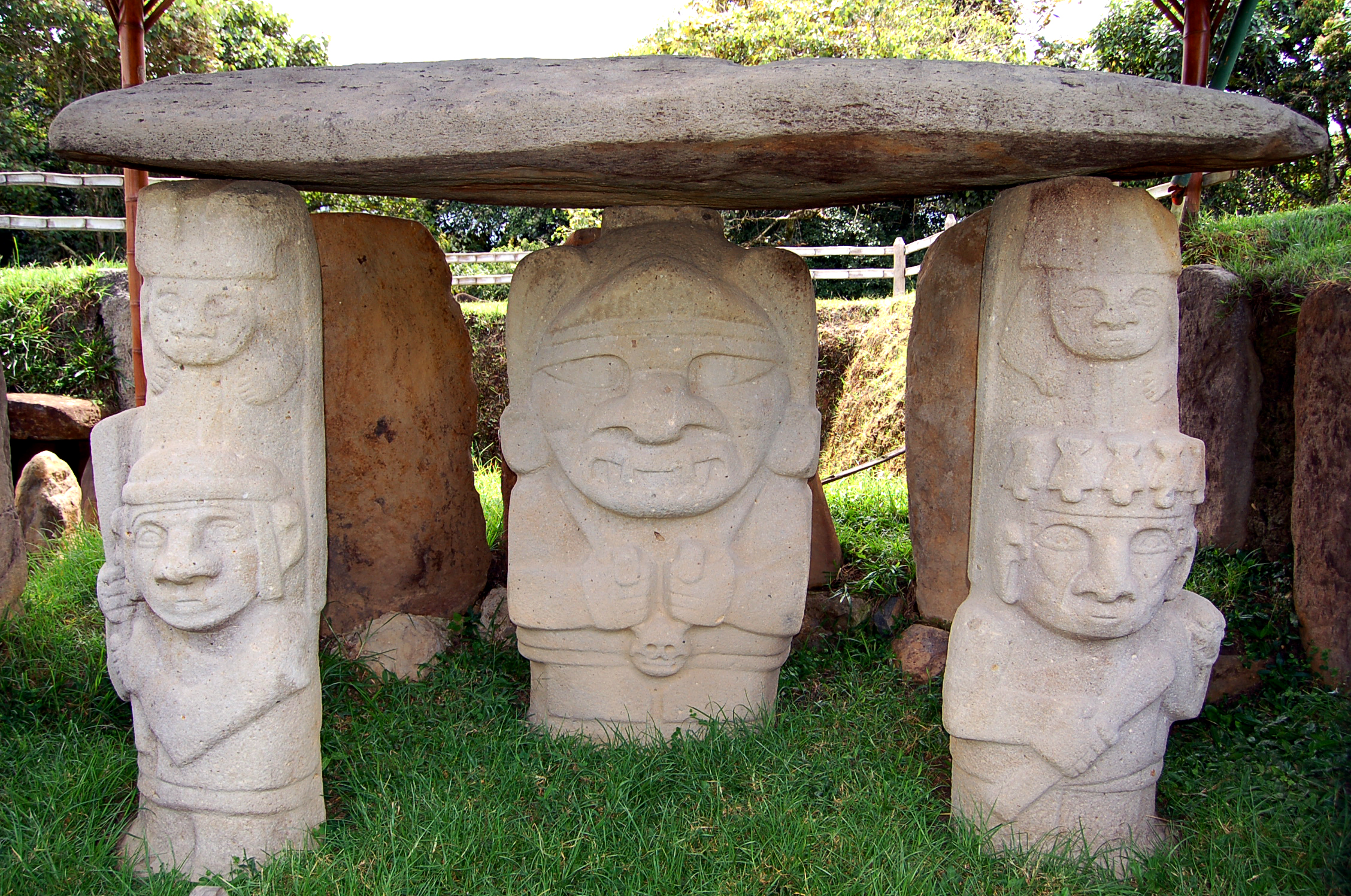
Công viên khảo cổ ở San Agustín có các tác phẩm điêu khắc có niên đại từ thế kỷ 1 đến 8 sau Công nguyên.

Công viên khảo cổ San Agustín (Tây Ban Nha: Parque Arqueológico de San Agustín) là một khu vực khảo cổ học lớn nằm gần thị trấn San Agustín, tỉnh Huila ở Colombia. Công viên chứa bộ sưu tập lớn nhất về các di tích tôn giáo và điêu khắc cự thạch ở châu Mỹ Latinh và được coi là nghĩa địa lớn nhất thế giới. Nó thuộc về nền văn hóa San Agustín và đã được UNESCO công nhận là Di sản thế giới từ năm 1995. Thời gian tạo ra các bức tượng là không chắc chắn, nhưng chúng được cho là đã được khắc vào giữa năm 5–400 sau Công nguyên. Nguồn gốc của các thợ điêu khắc vẫn còn là một bí ẩn, vì phần lớn địa điểm này không được khai quật.

## Lịch sử
Các bức tượng được mô tả lần đầu bởi một tu sĩ người Tây Ban Nha tên là Juan de Santa Gertrudis (1724-1799) khi ông đến thăm các quốc gia Colombia (khi đó là một phần của Vương quốc mới Granada), Ecuador và Peru vào năm 1756. Ông đã qua San Agustín vào giữa năm 1756 và viết về những bức tượng trong tác phẩm gồm bốn tập của mình có tựa đề Maravillas de la naturigin (có nghĩa là Kỳ quan thiên nhiên).

## Địa lý
Công viên khảo cổ nằm trong lưu vực thượng lưu của sông Magdalena và các nhánh chính của nó, thuộc thị trấn San Agustín, ở Huila, chân đồi phía đông của Khối núi Colombia. San Agustín cách thủ đô Bogotá 520 km. Phần còn lại của nền văn hóa cổ đại này nằm rải rác trên một khu vực rộng hơn 50 km vuông, trên các cao nguyên nằm ở hai bên hẻm núi được hình thành bởi sông Magdalena. Bản thân công viên tương ứng với một khu vực nhỏ hơn nhưng có mật độ mộ tập trung cao và hơn 500 bức tượng không rõ nguồn gốc.
Ngoài công viên khảo cổ còn hai địa điểm khảo cổ độc lập khác là Alto de los Ídolos (Cao nguyên tượng thần) và Alto de las Piedras (Cao nguyên đá) nằm tại thị trấn Isnos cách San Agustín chỉ vài kilômét. Cách Isnos khoảng 4 km là bức tượng cao nhất của công viên khảo cổ với chiều cao 7 mét.